# Danyèl Waro
Danyèl Waro, de son vrai nom Daniel Hoareau (né le 10 mai 1955 au Tampon, sur l'île de La Réunion), est un musicien, chanteur et poète français. Il est à l'origine d'un renouveau du maloya dans l'île et de sa reconnaissance en France.
Artiste très influent à La Réunion, il est reconnu par beaucoup de groupes locaux pour l'aide qu'il a apportée à l'émergence de la musique traditionnelle. Des groupes comme Baster ou Ousanousava l'invitent régulièrement à partager des scènes.

## Biographie

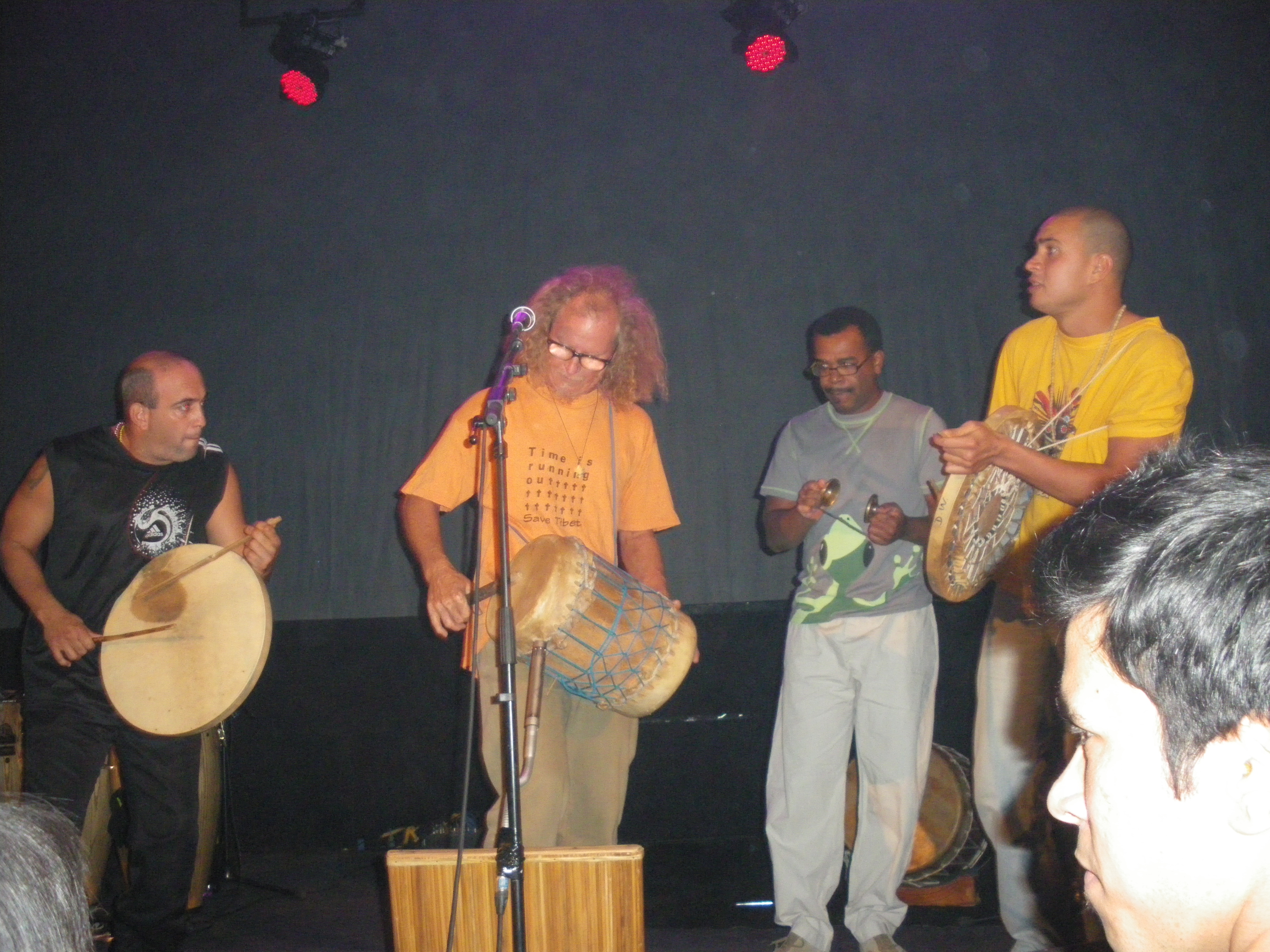
Danyèl Waro sur scène avec ses musiciens.

Danyèl Waro est né à Trois Mares, un quartier du Tampon, à la Réunion, où son père, ancien travailleur journalier, a acheté trois hectares de terrain qu’il cultive. Sa famille habite une case où il n’y a ni eau courante, ni électricité et vit presque en autarcie. Il est le quatrième enfant d’une fratrie qui en compte cinq et il travaille la terre plus qu’il ne joue.
Dans cette vie dure et austère, la notion de plaisir n’a pas sa place. Les distractions sont rares. La seule musique qu’il entend, c’est à travers le transistor qui sert surtout à écouter les informations. À quinze ans, le jeune homme découvre Georges Brassens grâce aux disques de sa sœur. Il admire le faux misogyne en Brassens, dont il estime au contraire qu'il célèbre la femme. Cela lui enseigne une image de la femme, à l'opposé de celle que lui transmet son père, qui, souvent ivre, battait sa mère.
Cela lui donne l’envie de mettre son goût pour les mots au service de la langue créole. Comme tous les Réunionnais de sa génération, Danyel Waro n’a pas grandi en écoutant du maloya. Ce blues de l’océan Indien, aux racines africaines, malgaches et indiennes, avait pratiquement disparu. Officieusement interdit, il ne survivait que dans quelques familles avant d’être sauvé par le Parti communiste réunionnais (PCR) alors très populaire sur l’île et qui militait pour l’autonomie de ce département français d’outre-mer.
Instrumentalisée, cette musique traditionnelle héritée du temps de l’esclavage devient le symbole des revendications identitaires. Sensibilisé à ce combat politique par son père, fervent militant communiste, le jeune homme connaît un vrai coup de foudre pour le maloya lorsqu’il assiste en 1970 au concert de Firmin Viry (dont il sera l’apprenti), organisé par le quotidien local du PCR, Témoignages. S’il voit cette musique comme une arme politique contre le pouvoir métropolitain, elle lui donne surtout l’opportunité de se découvrir lui-même et de prendre pleinement conscience de son identité réunionnaise.
Seul, il apprend le rythme, commence à fabriquer ses propres percussions. Le 27 décembre 1975, il fait son premier concert de maloya avec un ensemble de jeunes travailleurs agricoles. Son échec au baccalauréat, après avoir été meneur de grève en classe de terminale, précipite son incorporation en métropole en 1976 pour effectuer son service militaire. Le jeune antimilitariste refuse de porter l’uniforme. Il connaît les conséquences de l’insoumission : 22 mois de prison. C'est dans sa cellule à la prison Jacques-Cartier de Rennes qu'il écrit ses premiers textes en créole qui seront publiés en 1978 sous le titre de Romans ékri dan la zol an frans.
Il y témoigne d'une rage d'écrire et de militer qu'il met en œuvre en s'opposant à la politique de Michel Debré durant son séjour à La Réunion pour des raisons électorales. Dans ses chansons rédigées en captivité, il dénonce notamment le travail du BUMIDOM. Cette institution est ainsi dénoncée dans Gafourn et Batarsité.
En 1975-1976, de retour à La Réunion, il participe aux Kabars qui vont délivrer du silence, de la honte et de l'oubli le maloya, genre musical jusqu'alors interdit influencé par le chant des esclaves. Durant ces années, il milite au sein du Parti communiste réunionnais dont il s'éloigne dans les années 1990. Lors des élections régionales en 1998, il faisait partie de la liste Nasyon réyoné dobout qui a obtenu 0,77 % des voix.
Ne se limitant pas au maloya, il a aussi enregistré un disque de jazz avec Olivier Ker Ourio. En 2006, Danyèl Waro participe au Festival Africolor pour la création de Michto maloya avec le musicien Titi Robin. Il figure sur l’album Pays sauvage d'Emily Loizeau où il interprète Dis-moi que tu ne pleures pas.
En 2002 et 2011, il participe au festival Mawazine à Rabat au Maroc.
Il a participé 9 fois à la Diagonale des fous (Grand Raid de la Réunion), dont 2 fois en savate deux doigts[Quand ?]. Fils de petit planteur, il est resté fidèle à sa tradition acoustique et il en est le « représentant » reconnu dans toute l’île. Musicien et poète, il sait faire chanter le créole réunionnais.

## Discographie

### Albums studio
- 1987 : Gafourn
- 1994 : Batarsité
- 1999 : Foutan Fonnker
- 2002 : Bwarouz
- 2003 : Somminkér, (avec Olivier Ker Ourio)
- 2003  : Rest’la Maloya, hommage à Alain Péters, (avec Loy Ehrlich, Joël Gonthier, René Lacaille, Bernard Marka et Tikok Vellaye)
- 2006 : Grin n syel
- 2010 : Aou Amwin[10]
- 2011 : Brassens - Échos du monde (Participation : La Mauvaise Réputation).
- 2013 : Kabar
- 2017 : Monmon
- 2020 : Tinn tout, Label Cobalt[11]

### Collaborations
- Titi Robin
- A Filetta
- Emily Loizeau
- Tumi and the Volume sur l'album Pick a Dream, la onzième piste (Play Nice) comporte un titre caché où Danyel Waro chante avec Tumi. La collaboration semble continuer car sur le dernier album du chanteur réunionnais Aou Amwin, on retrouve Tumi sur le titre Mandela.
- La Tordue dans le morceau Le Pétrin de l'album Champ libre.
- Les Ogres de Barback sur l'album pour enfants Pitt Ocha et la Tisane de couleurs[12] sorti en 2013 avec les morceaux Par'dis et Tizan.
- Jérémie Malodj' sur la chanson Juste pour te parler sur l'album Bohélem sorti en 2014.
- Sages comme des sauvages sur le morceau Le goût de la fumée sur l'album Luxe Misère
- En 2017, il participe à l'album Au café du canal, hommage à Pierre Perret en reprenant L'oiseau dans l'allée avec Rosemary Standley et Jidé Hoareau

## Publications
- Romans ékri dans la zol en Frans, 1978, Les Chemins de la Liberté.
- Gafourn, 1987, Graphica-Sobatkoz.
- Démavouz la vi, 1996, Grand Océan. Réédition: France, K’A / Grand Océan, 2008.

## Filmographie
- Danyèl Waro, fier bâtard, 2002, Auteur-Réalisateur : Hoarau (Thierry) / Production / Diffusion : Imago productions, RFO Réunion

## Récompenses
Danyel Waro se voit remettre en 2010 un WOMEX Award, récompense décernée par les professionnels des musiques du monde. Une fierté pour la Réunion et une consécration pour ce musicien et poète du maloya, qui a reçu sa récompense le 31 octobre 2010 à Copenhague, lors du WOMEX (World Music Expo), une des plus grosses rencontres professionnelles autour des musiques du monde.